# Getto w Borszczowie

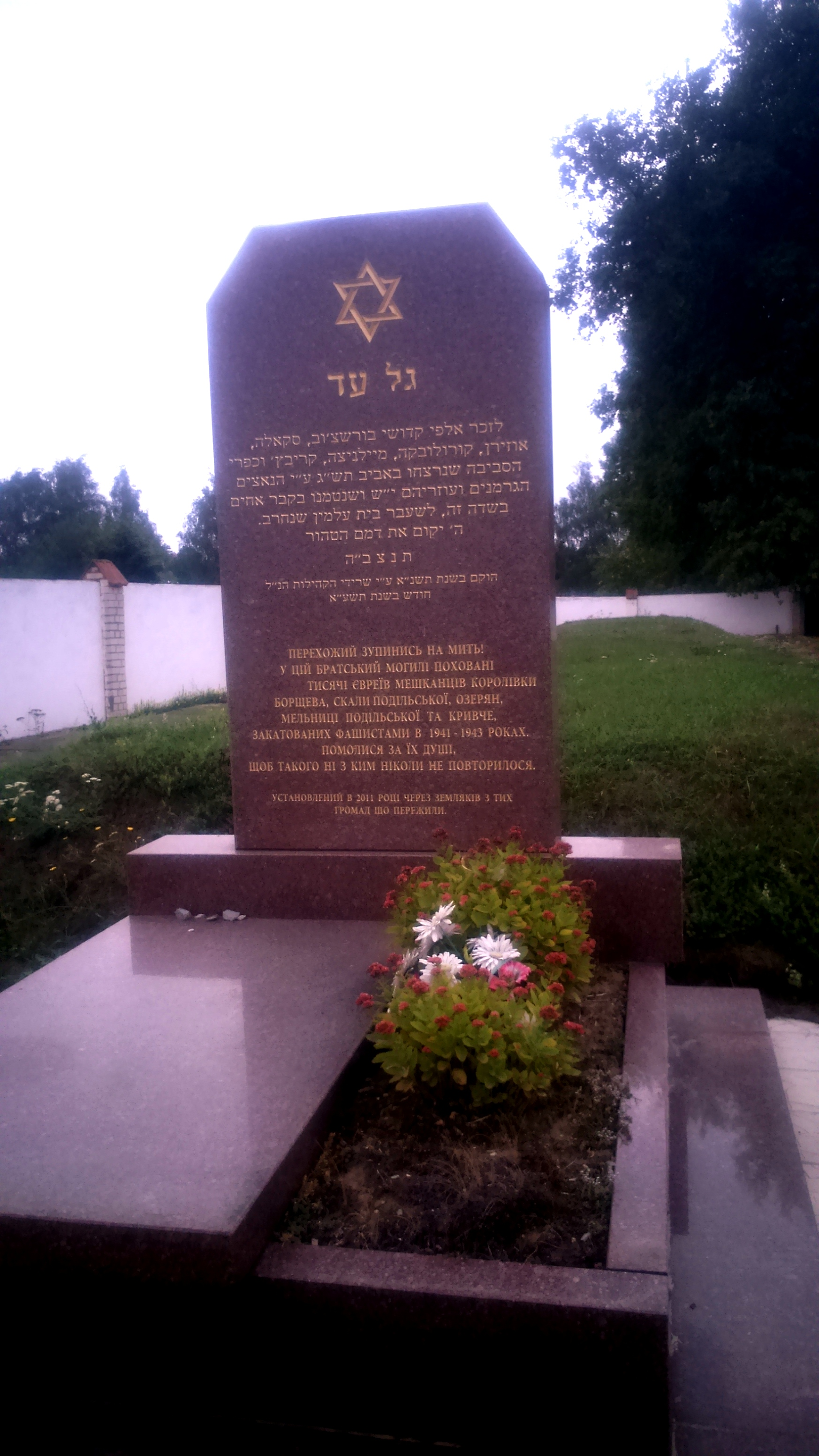
Pomnik ku czci ofiar Holokaustu w Borszczowie

Getto w Borszczowie – getto dla ludności żydowskiej zorganizowane przez okupacyjne władze hitlerowskie w czasach II wojny światowej w Borszczowie.

## Historia getta
Getto w Borszczowie zostało utworzone 1 kwietnia 1942 roku, zlikwidowane w lipcu 1943 roku. Mieściło około 4 tysięcy osób. Na początku wokół niego nie było ogrodzenia, ale ludność żydowska miała zakaz wychodzenia na zewnątrz. Tu zwożono ludzi z Borszczowa, Jezierzan, Mielnicy Podolskiej, Skały Podolskiej, Krzywcz, Korolówki, częściowo z Czortkowa i Złoczowa.
26 września na placu rozstrzelano około 100 więźniów, głównie starych i chorych; 800 osób wywieziono do Bełżca. Grupę młodzieży wysłano do Janowskiego obozu we Lwowie.
13 marca 1943 roku kolejnych 400 osób wywieziono do Bełżca. 19 kwietnia 1943 roku na cmentarzu żydowskim (na obrzeżach miasta, przy drodze do Wierzchniakowiec) niemieccy i ukraińscy policjanci rozstrzelali około 800 osób. 5 czerwca na cmentarzu rozstrzelano około 700 osób, a 9-14 czerwca jeszcze 1800 ludzi. Po tym hitlerowcy ogłosili Borszczów miastem judenfrei, tj. «wolnym od Żydów».
W rzeczywistości część Żydów nadal przechowywała się w różnych kryjówkach na terytorium getta i poza nim. Dlatego okupacyjna władza ogłosiła, iż tych, którzy sami wyjdą, nie zabiją, a pozostawią w obozie pracy. Uwierzyło w to około 360 ludzi, których rozstrzelano 14 sierpnia.
Kilku żydowskich lekarzy z getta trafiło do oddziałów UPA, gdzie leczyło chorych. W 1943 roku w taki sposób z getta wydostali się lekarze Tajblis z Korolówki i Monia Gelar ze wsi Turylcze.
Niektórym ludziom udało się przetrwać do końca wojny. Na przykład Zajda i Ester Sztermerowie z sześciorgiem dzieci, a także kilka innych żydowskich rodzin z Korolówki ukrywali się w jaskini Werteba w pobliżu wsi Bilcze Złote. Kiedy została zwiększona intensywność łapanek i dwóch złapanych zabito, przemieścili się oni do jaskini Jeziorna. W niej 38 osób ukrywało się przez 511 dni. Miejscowi chłopi dostarczali Żydom jedzenie. Jeden z chłopów przywiózł wóz jęczmienia. Ludzie przecierali jęczmień i jedli go. W 1993 roku oficer policji z Nowego Jorku, grotołaz amator Chris Nicola, odnalazł pozostałości ich siedliska w jaskini Jeziorna.
Niektórzy ludzie, którzy uniknęli egzekucji, ukrywani byli także  u chłopów z okolicznych wsi. Sporo mieszkańców borszczowskiego rejonu otrzymało odznaczenie Sprawiedliwych wśród Narodów Świata.

## Upamiętnienie
Przechodniu, przystań na chwilę!

W tym zbiorowym grobie pochowano

tysiące Żydów mieszkańców Korolówki,

Borszczowa, Skały Podolskiej, Jezierzan,

Mielnicy Podolskiej i Krzywcz,

zamordowanych przez faszystów w latach 1941–1943.

Pomódl się za ich dusze,

żeby to nigdy i z nikim się nie powtórzyło.

W Borszczowie na terenie zdewastowanego cmentarza żydowskiego za czasów radzieckich wybudowano kompleks sportowy. W roku 1990 część stadionu została oddana pod budowę pomnika ku czci ofiar Holokaustu. Został on odsłonięty w roku 2011.